# Pierre Vellones
Pour les articles homonymes, voir Pierre Rousseau et Rousseau.
Pierre Vellones, pseudonyme de Pierre  Édouard Léon Rousseau, est un compositeur français né à Paris le 29 mars 1889 et mort à Paris le 17 juillet 1939.

## Biographie
Pierre Rousseau grandit au sein d’un foyer cultivant les arts et pratiquant la musique en famille. Comme son cousin Georges Scellier de Gisors (architecte, prix de Rome), il possède un beau coup de crayon. Lorsque ses parents l’emmènent à l’Opéra assister à une représentation de Tannhäuser, c’est la révélation. Il est alors élève au Collège Stanislas.
Ses premiers essais datent de 1903 : « J’acquis la conviction qu’il me fallait à tout prix éviter l’amateurisme et le dilettantisme. »  Aussi étudie-t-il le contrepoint, la fugue et la composition avec Jean-Hugues Louvier, ami de Widor.
Se conformant à l’exemple paternel, il mène parallèlement sa formation de médecin jusqu’à son terme et exerce ce métier sa vie durant. « Pour moi, la médecine n’est qu’un pis aller ». Aquarelliste de talent, il visualise ses inspirations pour mieux les transcrire musicalement en ayant soin de ne jamais heurter les auditeurs.
Affecté au 117e régiment d'infanterie en 1914, il sert en tant que médecin auxiliaire et connaît les dures conditions du front. En traversant le village de Velosnes, il est conquis par l’absolue poésie du site meusan et adopte son pseudonyme de compositeur. Cette musique qu’il bénit tous les jours lui permet de garder confiance en une période de doutes et de réorientation. Florent Schmitt, dont il prend conseil, l’encourage judicieusement à persévérer.

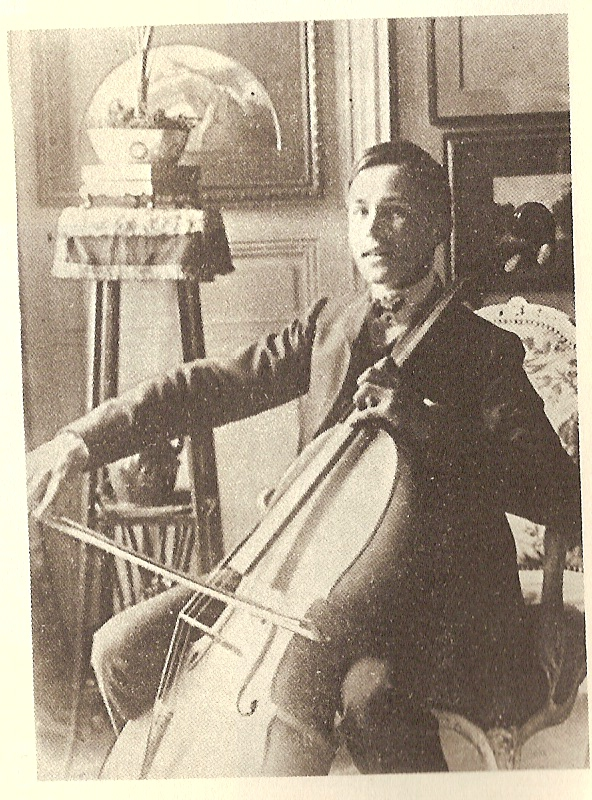
Pierre Vellones adolescent au violoncelle (1905).

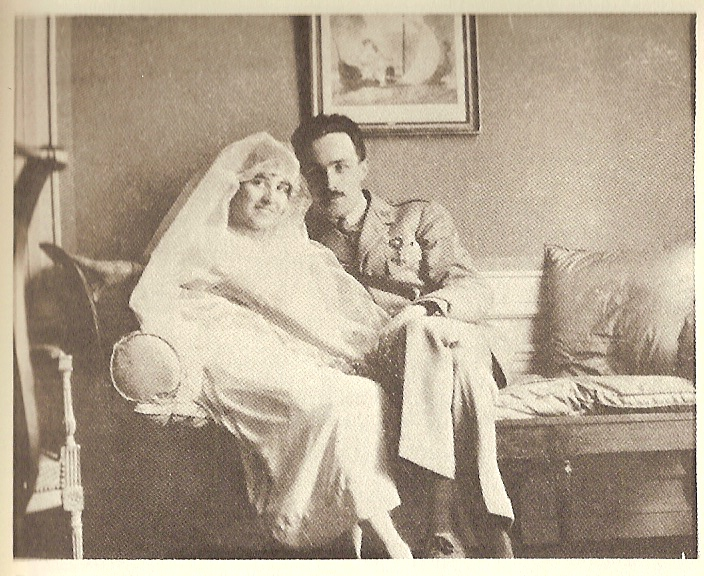
Le compositeur et sa femme en 1919

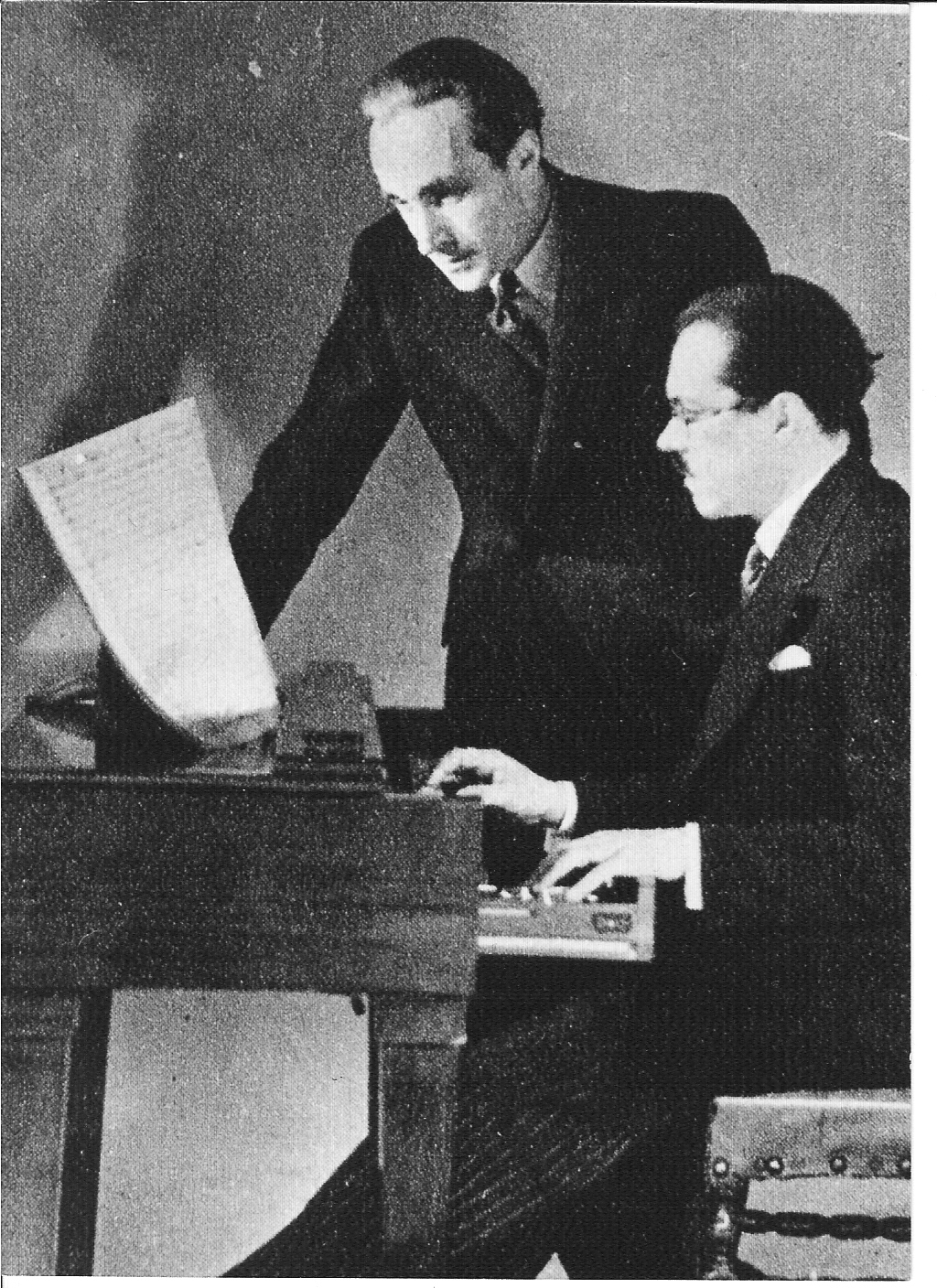
Pierre Vellones et Maurice Martenot, en 1936

Diplôme de la médaille d'argent pour l'Exposition universelle de 1937 décerné à Pierre Vellones

Mais le destin est au rendez-vous. Diagnostiquée en 1926 par son grand ami Lucien de Gennes, la maladie de Kahler (myélome multiple) le condamne à court terme. Alité, il écrit alors des articles sur l’art du Tibet ainsi qu’un roman, Le Pré aux loups. « Ce furent presque deux années de retraite et de concentration où je connus le prix de l’amour conjugal, de la patiente bonté, et le prix également des choses de l’esprit ».
Les rayons X retardent la progression du mal. Pierre Rousseau abandonne la médecine générale pour l’électrothérapie qu’il pratique à domicile. Parmi sa clientèle, il soigne le prince Sixte de Bourbon-Parme, Gabriel Pierné, Maurice Paléologue, le prince Louis II de Monaco, Paul Valéry…
Sa vive curiosité intellectuelle lui fait aborder tous les arts et tous les genres. Il compose de la musique instrumentale et des mélodies sur des poèmes de Verlaine, Mallarmé, Samain, Rimbaud, Fort ainsi que les Chansons d’amour de la vieille Chine.
« Je crois à la nécessité absolue de rajeunir l’orchestre pour les œuvres à venir, et cela surtout par trois éléments : saxophone, batterie, Martenot ».
Très vite, il se passionne pour les recherches d’Aleksandr Mossolov, de John Cage, pour les folklores extra-occidentaux et rêve de rénover l’écriture musicale par l’apport de sonorités inouïes. La première œuvre de ce type est le Cantique des Cantiques de Salomon (1925) d’après Jean Lahor (alias le docteur Henri Cazalis) qui à un trio vocal associe une flûte et un basson.
« Le jazz (...) fut pour moi une révélation aussi violente que Tannhäuser quand je portais des cols marins ». Certes, d'Indy, Debussy, Soler-Casabon avaient utilisé le saxophone dans l’orchestre classique, mais lui seul explore et exploite véritablement ses richesses. Dès 1929, il utilise deux saxophones avec quatre harpes et une contrebasse pour accompagner ses cinq Poèmes de Mallarmé et compose les Fables de Florian pour ténor et jazz symphonique. Suivent Cavaliers andalous (1930) pour quatuor de saxophones, Concerto pour saxophone et orchestre (1934), Rastelli (1937) hommage au célèbre jongleur disparu en 1931, Prélude et Rondo français (1937), Rapsodie (1937).
Il est également le premier compositeur français (et deuxième au monde) à recourir aux ondes Martenot : sa Fantaisie date de 1930. L’extraordinaire Vitamine et la valse tzigane Split emploient simultanément quatuor de saxophones et ondes en 1935.
Père de famille attentionné, il s’intéresse à la pédagogie et à l'éveil musical des enfants avec le recueil pour piano Au jardin des bêtes sauvages (1929), adopté par l’école Marguerite Long, et dans lequel il mêle au charme de ses notes l'humour de ses mots. Loup, petit frère est une chanson scoute de 1931. Une aventure de Babar, destinée au Théâtre de l’Oncle Sébastien en 1936, imite avec les ondes différents cris d’animaux.
S’il n’a jamais triomphé à la scène (ses ballets Grenade assiégée et Au Pays du Tendre comme ses opérettes Leurs petites majestés et Médecin de mon cœur n’ont jamais été représentés), il a sa part au succès de plusieurs documentaires et plus de quinze films (Casanova avec Saturnin Fabre, La Reine de Biarritz avec Marguerite Moreno, Poursuites blanches de Marcel Ichac avec Maurice Baquet, etc.).
Ses dernières années marquent l’apogée de sa carrière artistique. « Il a prouvé des qualités d’esprit et de métier qui ne sont point si communes » (André George). Intarissable créateur, orchestrateur aux prodigieuses facilités, novateur respectueux de la tradition héritée de Gabriel Fauré et de Maurice Ravel, il laisse plus d’une centaine d’œuvres ardentes et sincères.
Plus que par l’Espagne qui imprègne nombre de ses titres, il est attiré comme toute sa génération par l’inaccessible et magique Orient. Commandée pour l’Exposition de 1937, sa Fête fantastique, féerie d’eau et de lumière, emploie moult instruments exotiques mis à sa disposition par le musée d’Ethnographie : angklung malaisien, sarong javanais, cymbale chinoise, tambours africains, hochet à graines camerounais, etc. auxquels il adjoint trois Martenot. Il sera nommé Officier des Palmes académiques le 31 août 1937 sur la demande du président de la Société des auteurs, compositeurs et éditeurs de musique Stéphane Chapelier.
La même année, il illustre le film Karakoram de Marcel Ichac, sur l’expédition française dans l’Himalaya avec - pour la première fois au cinéma - un ensemble de sept ondes Martenot, piano et instruments traditionnels de percussion. Travaillant pour oublier son mal, la profusion des idées qui jaillissent de son imagination ne tarit jamais. L’action de son grand ballet Le Paradis d’Amitabha (1938) dont il conçoit l’argument, la musique, les décors et costumes, se déroule au Tibet, contrée qu’il étudie depuis une dizaine d’années. Le chef Philippe Gaubert et le chorégraphe Serge Lifar en pensent le plus grand bien mais - bien qu’acceptée au Comité de lecture de l’Opéra - le ballet n’a toujours pas vu le jour...
Surmené, anémié, Pierre décline progressivement, entouré de l’affection des siens, et renonce en 1939 à toute occupation. Le 17 juillet, comme l’écrit Gustave Samazeuilh, il « disparaît sans avoir pu donner toute sa mesure. Mais ses œuvres sont là pour affirmer la plus haute qualité de ses mérites et perpétuer la mémoire d’un être d’élite ».
Il est inhumé au cimetière du Montparnasse, section 26, à Paris.

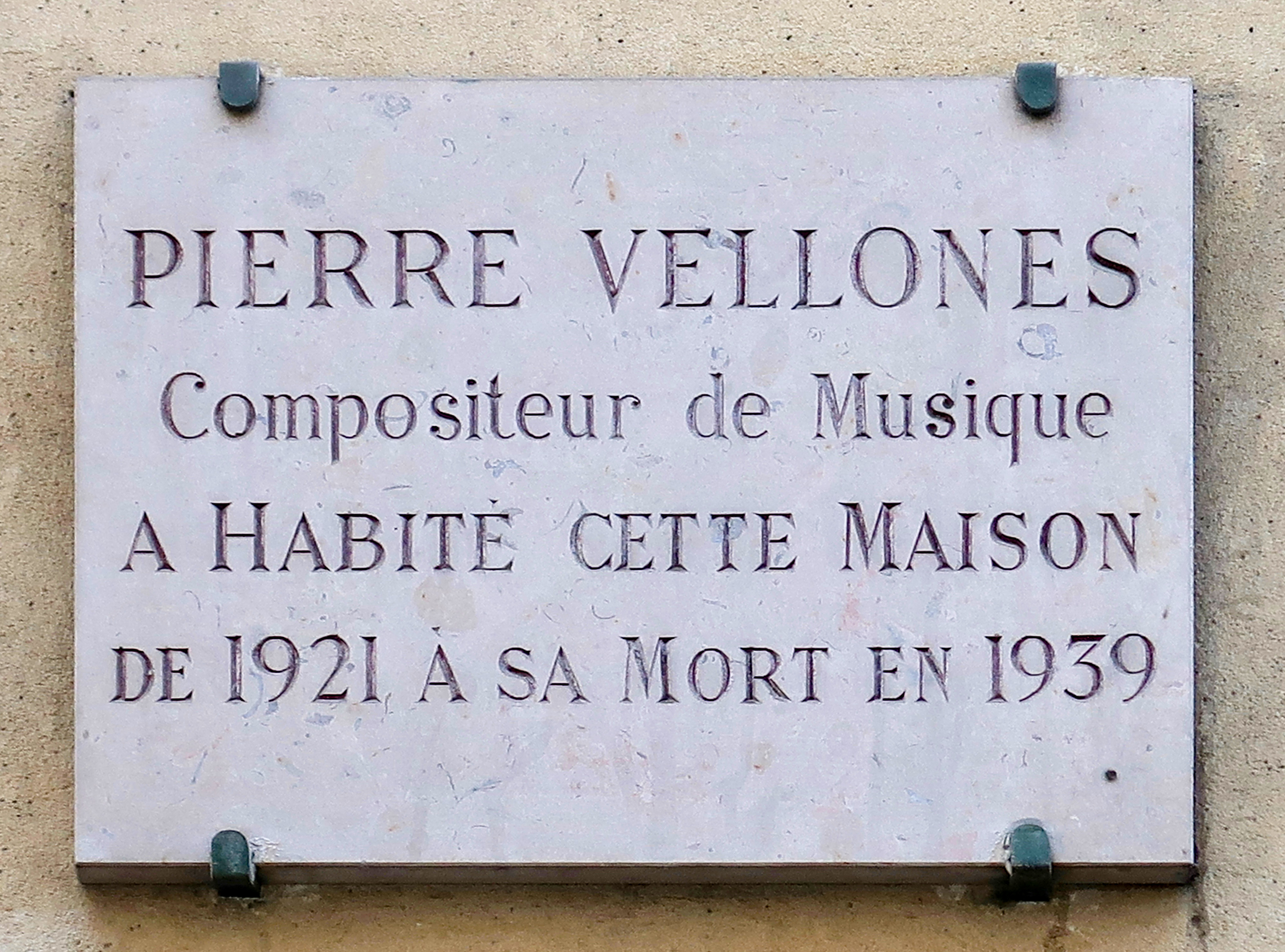
Plaque 10 rue Huysmans (Paris), où il vécut.

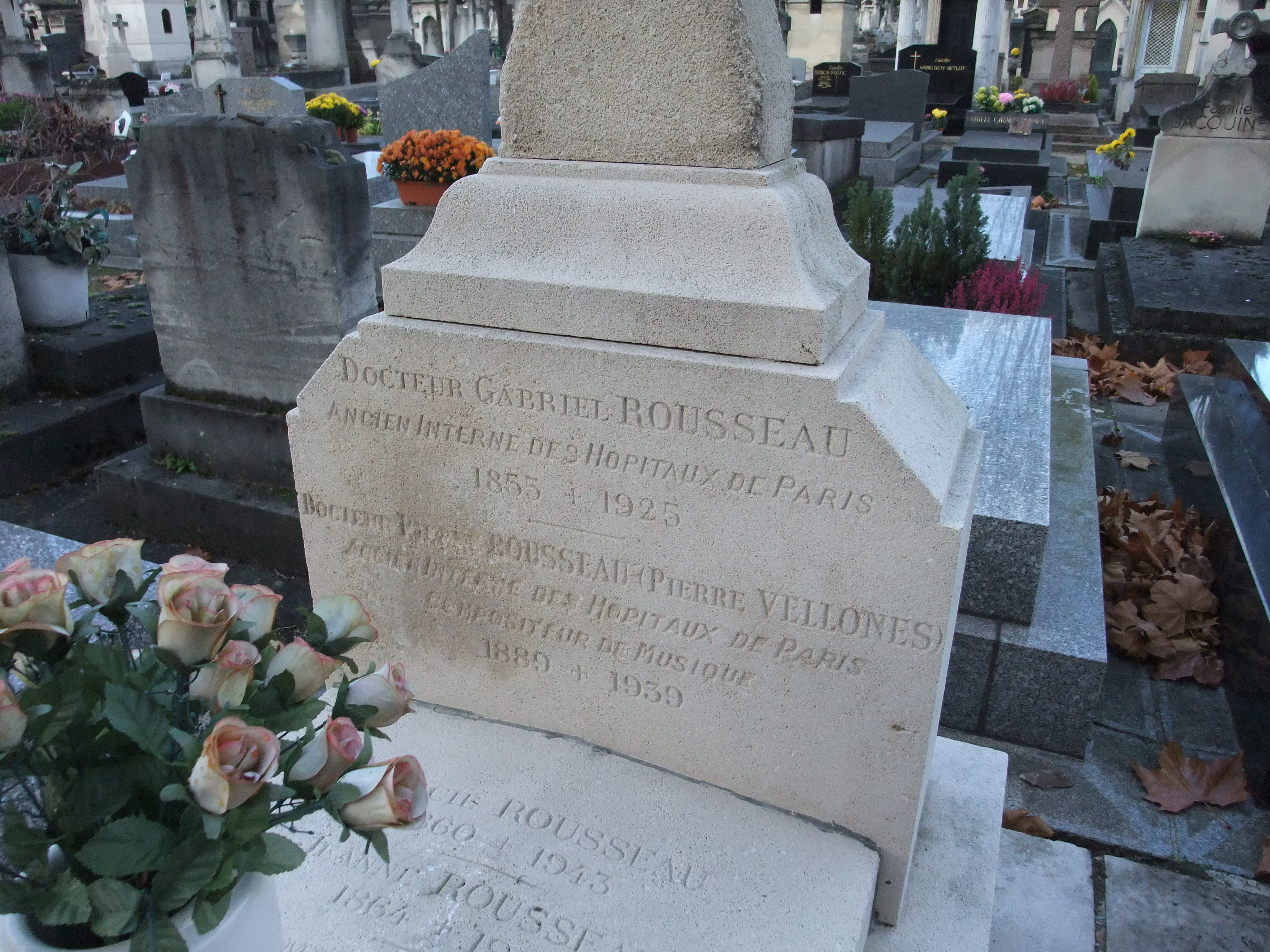
Tombe de Vellones au cimetière du Montparnasse à Paris

Ce musicien-né, littérateur, peintre et médecin, synthétise l’esprit de l’entre-deux-guerres, où tradition et innovation se côtoyaient harmonieusement.
Igor Stravinsky autant que Maurice Ravel le tenait en haute estime. Gabriel Pierné, Albert Wolff, Eugène Bigot, Pedro de Freitas Branco dirigèrent ses œuvres. Lily Laskine, Maxence Larrieu, Marcel Mule, Claire Croiza, Jane Bathori, Pierre Bernac, Francis Poulenc le défendirent.

## Discographie
- Rhapsodie, Vitamines, Fête fantastique, Karaokam, Mitou, Cavaliers andalous, Valse chromatique, par Marcel Mule, Lily Laskine, Pierre Bernac, Francis Poulenc, le Quatuor de la Garde républicaine, l’Ensemble Maurice Martenot, dir. Maurice Jaubert. APV.1997-001
- Concerto en fa, Rastelli, Prélude et Rondo français, Sevillanes, Divertissement persan, par Paul Wehage, l’Orchestre de la Radio et télévision de Cracovie, dir. José Maria Florencio jr. APV.1999-002
- Au jardin des bêtes sauvages, Une aventure de Babar, Invitation à la Musique, Théâtre des Marionnettes, par Thérèse Malengreau et Luc Devos. CYPRES 1611
- Mélodies et pièces pour saxophones, par François Le Roux, Hanna Schaer, Noël Lee. REM 311303
- Trio et pièces pour piano, par Geneviève Ibanez et Odette Chaynes-Decaux. XCP 332986
- Œuvres complètes pour quatuor de saxophones par l’ensemble 4uatre. DAPHENEO 9601
- Au Jardin des Bêtes Sauvages, Pierre Vellones (1889 - 1939), livre-disque par Patrick Reboud et Marie Mazille, avec Anne Sylvestre récitante,  (ISBN 978-2746694149), Coup de cœur Jeune public automne Charles Cros 2017.

## Œuvres et publications
- Du traitement des orchi-épididymites blennorrhagiques par les injections de sel de magnésium, Editions médicales (Paris), 1922.
- Les peintures tibétaines, Art et décoration, in-4°, p. 81-88, Editions Albert Lévy, Librairie Centrale des Beaux-Arts (Paris), mars 1924.
- L'Art du Tibet, les Peintures, Revue des Arts Asiatiques IVme année n°1, p. 21-39, Editions Librairie des Arts et Voyages (Paris), mars 1927.
- L'Art du Tibet, l'Architecture, Revue des Arts Asiatiques IVme année n°2, p. 83-97, Editions Librairie des Arts et Voyages (Paris), juin 1927.
- Le traitement électrique de l'incontinence d'urine, Gazette Médicale de France n° 10, p. 260-265, Editions Gazette Médicale de France (Paris), 15 mai 1930.
- Traitement par les rayons infra-rouges des salpingites rebelles à la diathermie et aux autres traitements à propos de 4 cas guéris co-écrit avec Pierre Nyer, in-folio, 8 p., Editions Masson et Cie (Paris), 1930.
- La pratique de l' ionisation. Applications médico-chirurgicales co-écrit avec Pierre Nyer, in-8°, 168 p., Editions G. Doin & Cie (Paris), 1931.
- Musique et jeunesse, Synthèse, troisième année n° 12, in-folio, p. 79-82, L'Edition Artistique (Paris), décembre 1935.
- Les traitements électriques de l'énurésie, Bulletin général de thérapeutique tome 189 n° 4, in-folio, p. 139-146, Editions G. Doin & Cie (Paris), 1939.

## Distinctions
Palmes académiques : Officier le 31 août 1937

Croix de guerre avec étoile d'argent : août 1915